# L'Heure du berger
Pour plus de détails, voir Fiche technique et Distribution.
L'Heure du berger est un film muet français réalisé par Georges Denola, sorti en 1912.

## Fiche technique
- Titre : L'Heure du berger
- Réalisation : Georges Denola
- Scénario : Jacques Brindejont-Offenbach
- Photographie :
- Montage :
- Producteur :
- Société de production : Société cinématographique des auteurs et gens de lettres (S.C.A.G.L)
- Société de distribution :  Pathé Frères
- Pays d'origine :  France
- Langue : film muet avec les intertitres en français
- Format : Noir et blanc — 35 mm — 1,33:1 — Muet
- Genre : Comédie
- Métrage : 240 mètres
- Durée : 8 minutes
- Dates de sortie :
  - France : 1er mars 1912

## Distribution
- Bernard Deschamps
- Paul Landrin
- Andrée Pascal
- Massilia
- Edmond Duquesne
- Théodore Thalès
- Marcelle Barry
- Cécile Barré